# Need for Speed: Underground
Need for Speed: Underground è un simulatore di guida sviluppato e pubblicato da Electronic Arts nel 2003 per vari sistemi. Esso fa parte della serie di videogiochi Need for Speed ed è stato sviluppato da EA Black Box.
Il gioco tratta di corse illegali e auto altamente modificate. Tutte le corse avvengono in una città di notte. Il gioco è stato rimaneggiato completamente, offre una modalità carriera nella quale il giocatore acquisisce pian piano esperienza col proseguire degli eventi. Questo videogioco è il primo della serie a offrire una modalità garage che permette ai giocatori di adattare completamente le loro automobili con una grande varietà di componenti per aumentare le prestazioni. A differenza dei titoli precedenti non figurano però né la polizia né i danni alle auto.
Si tratta del primo capitolo che rinuncia a un aspetto fondamentale del classico filone di Need for Speed, l'assenza di supercar, dato che le auto più potenti del gioco sono la Nissan Skyline GT-R e la Mazda RX-7 (non paragonabili a Lamborghini Murciélago, Porsche Carrera GT o Ferrari F50 presenti nel capitolo precedente).
Il seguito è Need for Speed: Underground 2.

## Modalità di gioco

### Circuito
Il Circuito è una corsa standard in cui possono partecipare fino a quattro automobili, intorno ad una pista per due o più giri ed è la modalità principale del gioco. Una variante del circuito è Knockout (Eliminazione), che si distingue per il fatto che il corridore arrivato per ultimo alla fine del giro viene eliminato. La gara continua così fino a quando non rimane una sola automobile in pista.

### Sprint
La modalità Sprint è una variazione sulla modalità del circuito, dove i concorrenti corrono dalla partenza fino al punto di arrivo. Queste corse sono in genere più corte dei circuiti (arrivano a un massimo di 8 chilometri di lunghezza), in modo che i giocatori siano tenuti ad essere più prudenti durante la corsa.

### Accelerazione
La corsa di Accelerazione si svolge su un percorso rettilineo. Per acquistare padronanza in tale modalità, i giocatori devono avere sincronizzazione e riflessi per gestire la macchina, il cambio di marcia manuale e il NOS. Due circostanze risulteranno particolarmente negative se non si fa abbastanza attenzione: scontri frontali con un veicolo (del traffico o avversario), la barriera o il divisore; o motori saltati a causa del surriscaldamento eccessivo.

### Sbandata
La modalità Sbandata consiste nel cercare di ottenere più punti possibili sgommando con la propria macchina in circuiti più o meno lunghi. Ottenendo punteggi più alti si può arrivare a Bonus che consentono di incrementare ulteriormente il risultato ottenuto. Nonostante a prima vista possa sembrare difficile, la sbandata è probabilmente la modalità più facile di tutto il gioco.

## Personaggi
In alcune gare del gioco gli avversari sono i migliori piloti della città, presenti nelle classifiche. L'obiettivo del giocatore è batterli nella gara, in modo da superarli in graduatoria.
| Personaggio | Automobile                              | Descrizione                                              |
| ----------- | --------------------------------------- | -------------------------------------------------------- |
| Samantha    | Honda Civic Coupe                       | Una scarsa guidatrice che si fa rispettare dal giocatore |
| Eddie       | Nissan Skyline GT-R R34                 | Il miglior pilota della città                            |
| Melissa     | Nissan 350Z                             | La ragazza di Eddie                                      |
| Jose        | Volkswagen Golf GTi                     | Corridore professionista e amico del giocatore           |
| Klutch      | Dodge Neon                              | Professionista nelle accelerazioni                       |
| TJ          | Honda Civic Coupe                       | Meccanico di Eddie che aiuta il giocatore                |
| Kurt        | Acura RSX Mazda RX-7                    | Il miglior pilota di circuiti                            |
| Chad        | Toyota Celica GT-S Honda S2000          | Numero 1 negli sprint                                    |
| Todd        | Mitsubishi Eclipse Mitsubishi Lancer ES | Miglior pilota nella accelerazioni                       |
| Dirt        | Nissan 240SX                            | Miglior pilota nella sbandate                            |

## Lista automobili
- Acura Integra Type R
- Acura RSX
- Dodge Neon
- Ford Focus ZX3
- Honda Civic Si Coupé
- Honda S2000
- Hyundai Tiburon GT
- Mazda Miata MX5
- Mazda RX-7
- Mitsubishi Eclipse GSX
- Mitsubishi Lancer ES
- Nissan 240SX
- Nissan 350Z
- Nissan Sentra SE-R Spec-V
- Nissan Skyline GT-R (R34)
- Peugeot 206 S16
- Subaru Impreza
- Toyota Celica GT-S
- Toyota Supra
- Volkswagen Golf GTi

## Colonna sonora
1. Overseer - Doomsday (3:13)
2. The Crystal Method - Born Too Slow (2:45)
3. Rancid - Out of Control (1:39)
4. Rob Zombie - Two-Lane Blacktop (2:54)
5. Brian Transeau - Kimosabe (4:55)
6. Static-X - The Only (2:51)
7. Element Eighty - Broken Promises (3:16)
8. Asian Dub Foundation - Fortress Europe (3:51)
9. Hotwire - Invisible (2:52)
10. Story of the Year - And the Hero Will Drown (3:12)
11. Andy Hunter° - The Wonders of You (7:09)
12. Junkie XL - Action Radius (3:54)
13. Fuel - Quarter (3:39)
14. Jerk - Sucked In (2:52)
15. Fluke - Snapshot (3:59)
16. Lostprophets - To Hell We Ride (3:40)
17. Overseer - Supermoves (4:46)
18. FC Kahuna - Glitterball (5:43)
19. Blindside - Swallow (2:24)
20. Lil Jon & the East Side Boyz ft. Ying Yang Twins - Get Low (5:34)
21. Mystikal - Smashing the Gas (Get Faster) (3:09)
22. Dilated Peoples - Who's Who (3:55)
23. Nate Dogg - Keep It Coming (4:18)
24. X-Ecutioners - Body Rock (3:36)
25. Petey Pablo - Need For Speed (3:32)
26. T.I. - 24's (4:06)

## Utility
Con alcune estensioni non ufficiali è possibile modificare la risoluzione a proprio piacimento e introdurre qualsiasi modello di auto.

## Accoglienza
Fin dalla sua uscita, il gioco ottenne un grandissimo successo commerciale.